# Thunia
Thunia – rodzaj roślin z rodziny storczykowatych (Orchidaceae). Obejmuje 5 gatunków, występujących w Azji Południowo-Wschodniej: w południowo-centralnych Chinach, w Tybecie, indyjskiej prowincji Asam, Nepalu, Mjanmie, na Andamanach, w Tajlandii, Wietnamie oraz na Półwyspie Malajskim. Rośliny są epifitami lub litofitami rosnącymi w lasach na wysokościach od około 180 m do 2350 m n.p.m.

## Morfologia
Pędy kępiasto skupione. Kwiatostany rozgałęzione, z kilkoma kwiatami. Kwiaty duże i efektowne, nie otwierające się do końca i szybko opadające. Warżka w kształcie trąbki, zalążnia cylindryczna. Kwiaty posiadają cztery pyłkowiny.

## Systematyka
Rodzaj sklasyfikowany do podplemienia Coelogyninae w plemieniu Arethuseae, podrodzina epidendronowe (Epidendroideae), rodzina storczykowate (Orchidaceae), rząd szparagowce (Asparagales) w obrębie roślin jednoliściennych.
Wykaz gatunków
- Thunia alba (Lindl.) Rchb.f.
- Thunia bensoniae Hook.f.
- Thunia brymeriana Rolfe
- Thunia candidissima (N.E.Br.) Rchb.f.
- Thunia pulchra Rchb.f.